# Gnathopogon
Gnathopogon és un gènere de peixos de la família dels ciprínids i de l'ordre dels cipriniformes.

## Taxonomia
- Gnathopogon caerulescens (Sauvage, 1883)
- Gnathopogon elongatus (Temminck i Schlegel, 1846)
- Gnathopogon herzensteini (Günther, 1896)
- Gnathopogon imberbis (Sauvage & Dabry de Thiersant, 1874)
- Gnathopogon javanicus (Bleeker, 1865)
- Gnathopogon mantschuricus (Berg, 1914)
- Gnathopogon nicholsi (Fang, 1943)
- Gnathopogon notacanthus (Berg, 1907)
- Gnathopogon polytaenia (Nichols, 1925)
- Gnathopogon strigatus (Regan, 1908)
- Gnathopogon taeniellus (Nichols, 1925)
- Gnathopogon tsinanensis (Mori, 1928)[2][3][4][5][6][7]